# Llista de monuments de Castellví de Rosanes
Llista de monuments de Castellví de Rosanes inclosos en l'Inventari del Patrimoni Arquitectònic Català per al municipi de Castellví de Rosanes (Baix Llobregat). Inclou els inscrits en el Registre de Béns Culturals d'Interès Nacional (BCIN) amb la classificació de monuments històrics i els Béns Culturals d'Interès Local (BCIL) de caràcter arquitectònic.
| Monument                                                  | Protecció       | Estil/època                   | Localització                                                               | Coordenades                                          | Codi?         | Imatge |
| --------------------------------------------------------- | --------------- | ----------------------------- | -------------------------------------------------------------------------- | ---------------------------------------------------- | ------------- | --- |
| Castell Vell de Rosanes, Castell de Sant Jaume            | BCIN 669-MH     | Romànic, gòtic X, XIII-XIV    | Castellví de Rosanes Turó del Castell                                      | 41° 27′ 04″ N, 1° 55′ 10″ E / 41.451134°N,1.919313°E | RI-51-0005456 | Castell Vell de Rosanes (Castellví de Rosanes) · Vegeu més fotos d'aquest monument · Carregueu una nova foto d'aquest monument            |
| Convent de Miralles, Casal de Miralles                    | BCIN 4291-MH-EN | Gòtic XIII-XV, XVIII          | Castellví de Rosanes Carretera de Gelida                                   | 41° 27′ 13″ N, 1° 53′ 15″ E / 41.453591°N,1.887382°E | IPA-18192     | Convent de Miralles (Castellví de Rosanes) · Vegeu més fotos d'aquest monument · Carregueu una nova foto d'aquest monument                |
| Torre romana de Castellví de Rosanes                      |                 | Romà                          | Castellví de Rosanes Al costat del castell                                 | 41° 27′ 03″ N, 1° 55′ 10″ E / 41.450724°N,1.919581°E | IPA-18162     | Carregueu una nova foto d'aquest monument                                                                                                 |
| Antiga Casa Consistorial                                  |                 | Eclecticisme XIX final        | Castellví de Rosanes C. Sant Antoni, 17                                    | 41° 26′ 58″ N, 1° 53′ 59″ E / 41.449532°N,1.899588°E | IPA-18166     | Carregueu una nova foto d'aquest monument                                                                                                 |
| Casa al carrer de Sant Antoni, 22                         |                 | Noucentisme XX inici          | Castellví de Rosanes C. Sant Antoni, 22                                    | 41° 26′ 59″ N, 1° 53′ 58″ E / 41.449607°N,1.899567°E | IPA-18167     | Carregueu una nova foto d'aquest monument                                                                                                 |
| Església parroquial de Sant Isidre                        |                 | Darreres tendències XX Mitjan | Castellví de Rosanes                                                       | 41° 26′ 59″ N, 1° 54′ 00″ E / 41.449663°N,1.89998°E  | IPA-18168     | Església parroquial de Sant Isidre (Castellví de Rosanes) · Vegeu més fotos d'aquest monument · Carregueu una nova foto d'aquest monument |
| Llinda de la porta prop de l'Església de Sant Isidre      |                 | Obra popular XVIII            | Castellví de Rosanes Escala a Castellví                                    |                                                      | IPA-18169     | Carregueu una nova foto d'aquest monument                                                                                                 |
| Can Manel                                                 |                 | Obra popular XIX final        | Castellví de Rosanes C. Serral - c. Ntra. Sra. de Montserrat (enderrocada) | 41° 27′ 02″ N, 1° 53′ 58″ E / 41.450541°N,1.899463°E | IPA-18170     | Carregueu una nova foto d'aquest monument                                                                                                 |
| Habitatge al carrer Serral, 20                            |                 | Obra popular XX Mitjan        | Castellví de Rosanes C. Serral, 20                                         | 41° 27′ 03″ N, 1° 53′ 59″ E / 41.450719°N,1.899778°E | IPA-18172     | Carregueu una nova foto d'aquest monument                                                                                                 |
| Creu de terme                                             |                 | Barroc XVIII                  | Castellví de Rosanes A l'entrada del poble                                 | 41° 27′ 06″ N, 1° 53′ 54″ E / 41.451622°N,1.898389°E | IPA-18173     | Creu de terme (Castellví de Rosanes) · Vegeu més fotos d'aquest monument · Carregueu una nova foto d'aquest monument                      |
| Pont                                                      |                 | Obra popular XX inici         | Castellví de Rosanes Al km 4 de la carretera N-243                         | 41° 27′ 02″ N, 1° 54′ 10″ E / 41.450489°N,1.902733°E | IPA-18179     | Carregueu una nova foto d'aquest monument                                                                                                 |
| Pont                                                      |                 | Obra popular XX inici         | Castellví de Rosanes Al km 3 de la carretera N-243                         | 41° 27′ 20″ N, 1° 54′ 32″ E / 41.455550°N,1.908778°E | IPA-18180     | Carregueu una nova foto d'aquest monument                                                                                                 |
| Fàbrica de guix i calç, Forn de la Torre de les Lloselles | BCIL 2015       | Obra popular XX inici         | Castellví de Rosanes                                                       |                                                      | IPA-18181     | Carregueu una nova foto d'aquest monument                                                                                                 |
| Masia de Sant Jaume                                       |                 | Obra popular XVIII            | Castellví de Rosanes Al castell                                            | 41° 27′ 08″ N, 1° 55′ 17″ E / 41.452110°N,1.921284°E | IPA-18184     | Masia de Sant Jaume (Castellví de Rosanes) · Vegeu més fotos d'aquest monument · Carregueu una nova foto d'aquest monument                |
| Masia dels Àngels                                         |                 | Obra popular                  | Castellví de Rosanes                                                       | 41° 27′ 24″ N, 1° 53′ 32″ E / 41.456801°N,1.892333°E | IPA-18187     | Carregueu una nova foto d'aquest monument                                                                                                 |
| Sunyol                                                    |                 | Obra popular XVI, XVIII       | Castellví de Rosanes C-243b, km 3,5                                        | 41° 27′ 22″ N, 1° 54′ 14″ E / 41.456017°N,1.903924°E | IPA-18188     | Sunyol (Castellví de Rosanes) · Vegeu més fotos d'aquest monument · Carregueu una nova foto d'aquest monument                             |
| Ca n'Abat                                                 |                 | Obra popular, historicisme    | Castellví de Rosanes A la dreta de l'Anoia                                 | 41° 27′ 41″ N, 1° 53′ 45″ E / 41.461410°N,1.895945°E | IPA-18189     | Ca n'Abat (Castellví de Rosanes) · Vegeu més fotos d'aquest monument · Carregueu una nova foto d'aquest monument                          |
| Can Guilera                                               |                 | Obra popular XVII             | Castellví de Rosanes                                                       | 41° 26′ 14″ N, 1° 53′ 42″ E / 41.437356°N,1.894950°E | IPA-18190     | Carregueu una nova foto d'aquest monument                                                                                                 |
| Església dels Àngels                                      |                 | Barroc XVIII                  | Castellví de Rosanes Al costat del cementiri de Castellví                  | 41° 27′ 25″ N, 1° 53′ 32″ E / 41.456884°N,1.892305°E | IPA-18191     | Església dels Àngels (Castellví de Rosanes) · Vegeu més fotos d'aquest monument · Carregueu una nova foto d'aquest monument               |
| Església de Sant Nicolau Tolentí                          |                 | Neoclassicisme XVIII          | Castellví de Rosanes Miralles, ctra. de Gelida                             |                                                      | IPA-18193     | Carregueu una nova foto d'aquest monument                                                                                                 |
| Capella Gòtica                                            |                 | Gòtic XV                      | Castellví de Rosanes Ctra. de Gelida                                       |                                                      | IPA-18201     | Carregueu una nova foto d'aquest monument                                                                                                 |
| Barraca de les Micorelles-les Deveses                     |                 | Obra popular XVIII            | Castellví de Rosanes Paratge de les Micorelles-les Deveses                 |                                                      | IPA-46021     | Carregueu una nova foto d'aquest monument                                                                                                 |
| Forn de calç de la Garjola                                |                 | Obra popular                  | Castellví de Rosanes Paratge de la Garjola                                 |                                                      | IPA-46022     | Carregueu una nova foto d'aquest monument                                                                                                 |
| Ermita de Sant Jaume                                      |                 | Romànic XI                    | Castellví de Rosanes Paratge de Sant Jaume                                 | 41° 27′ 10″ N, 1° 55′ 33″ E / 41.45281°N,1.92583°E   | IPA-46030     | Ermita de Sant Jaume (Castellví de Rosanes) · Modifica el valor a Wikidata · Carregueu una nova foto d'aquest monument                    |
| Mina La Martorellense                                     |                 | Obra popular                  | Castellví de Rosanes Paratge de la Mina                                    |                                                      | IPA-46032     | Carregueu una nova foto d'aquest monument                                                                                                 |